# Аккуль (Татарстан)
Акку́ль (тат. Аккүл) — деревня в Лениногорском районе  Республики Татарстан. Входит в состав Ивановского сельского поселения.

## География
Деревня находится в Восточном Закамье в верховье реки Боровка, в 8 километрах к югу от районного центра города Лениногорска. Высота над уровнем моря — 277 м.

## Население
| 1926 | 1938 | 1949 | 1958 | 1970 | 1979 | 1989 | 2000 | 2002 | 2010 | 2017 |
| ---- | ---- | ---- | ---- | ---- | ---- | ---- | ---- | ---- | ---- | ---- |
| 230  | 198  | 220  | 177  | 177  | 158  | 139  | 186  | 171  | 163  | 146  |

Национальный состав
По данным переписей населения, в селе проживают татары. По переписи 2002 года их доля составляла 84 %.

## Экономика
Полеводство, мясо-молочное скотоводство, растениеводством.

## Инфраструктура
Клуб, библиотека.

## Религия
Мечеть (с 2015 г.).